# Konrad Immanuel Böhringer
Konrad Immanuel Böhringer (auch Conrad Immanuel Böhringer; * 7. März 1863 in Grimma; † 27. Juli 1940 in Dresden) war ein deutscher Porträtmaler.

## Leben und Wirken

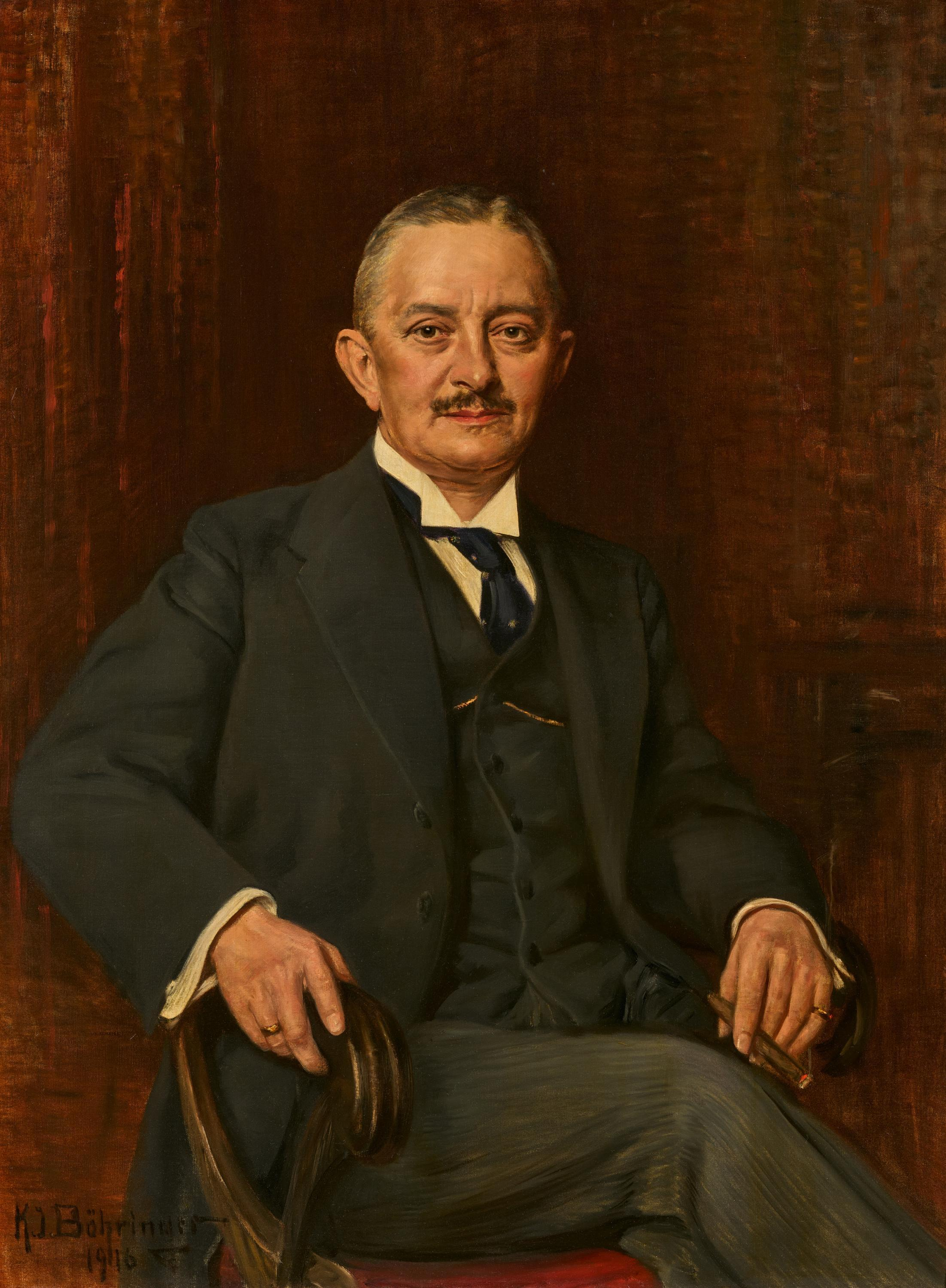
Porträt Hermann Hugo Neithold (1862–1939)

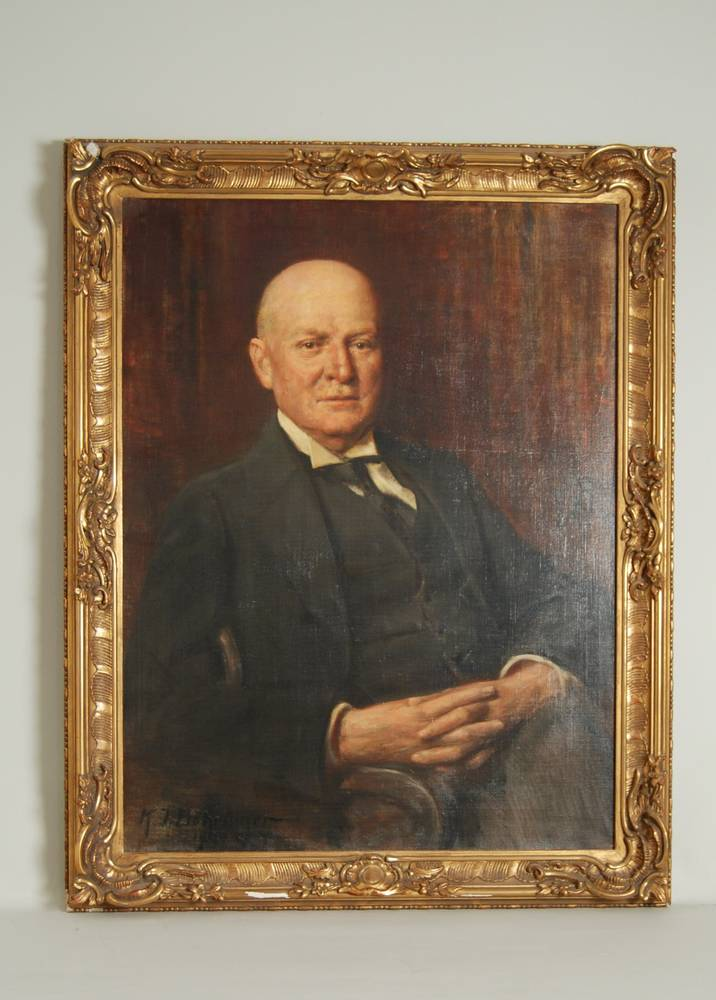
Bildnis Professor Dr. Oskar Seyffert

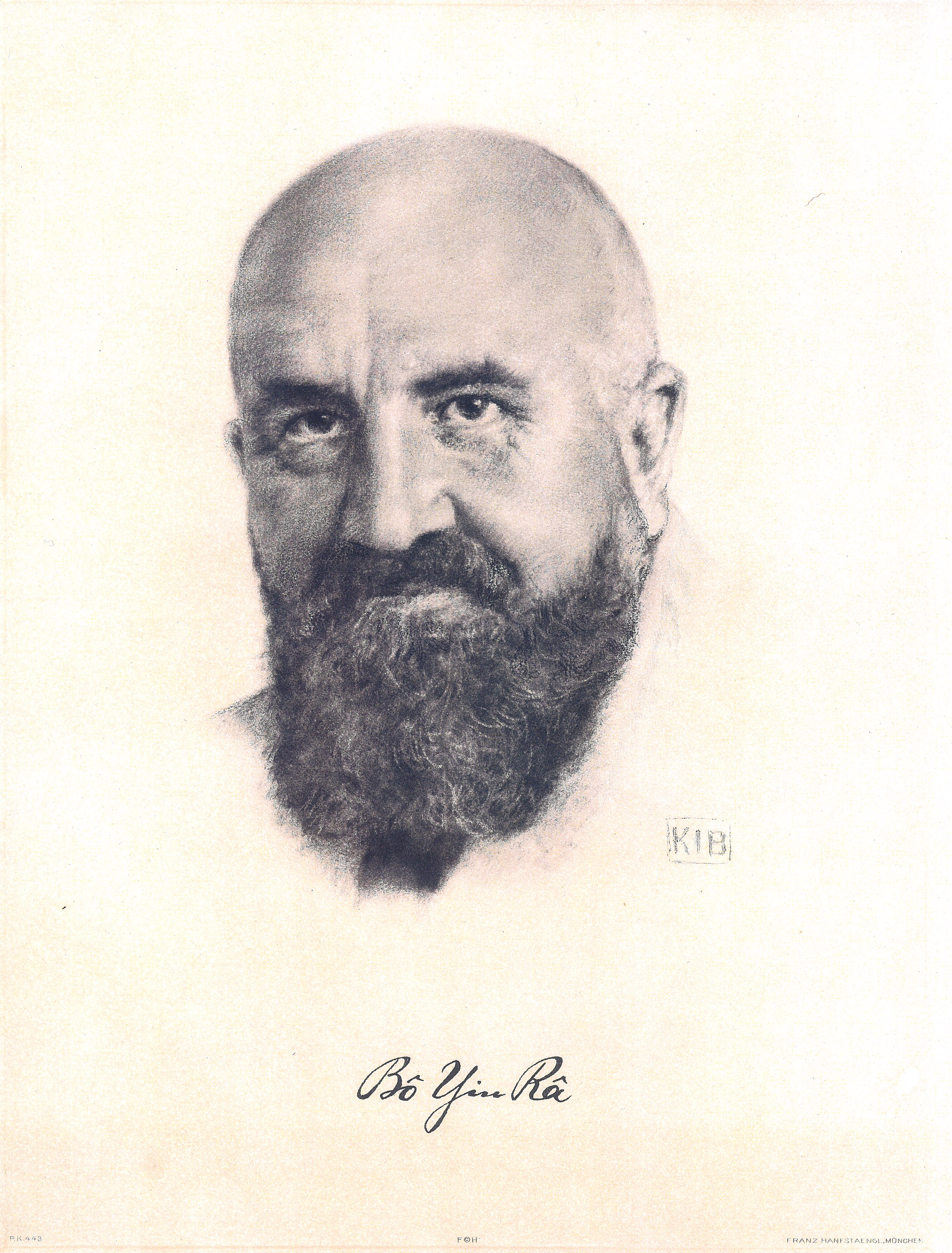
Bô Yin Râ

Sein Vater war der Kantor Rudolph Böhringer an der Landesschule Grimma. Sein Cousin war der Photograph Theodor Conrad Böhringer aus der Stadt Plauen im Vogtland.
Nach dem Schulbesuch ging Konrad Immanuel auf die Königlich Sächsische Kunstakademie nach Dresden, wo er Schüler von Leon Pohle und Ferdinand Pauwels wurde. Im Anschluss bildete er sich in München freischaffend weiter. Noch vor der Jahrhundertwende kehrte er nach Dresden zurück und beteiligte sich bereits 1894 an der akademischen Kunst-Ausstellung zu Dresden. In der sächsischen Residenzstadt stand er der Künstlerkolonie Goppeln nahe und porträtierte ab 1900 die königliche Familie und malte Bildnisse der sächsischen Könige, wofür ihm der Titel Königlich Sächsischer Hofrat verliehen wurde. Auf das Malen von Gemälden bekannter Persönlichkeiten aus Geschichte und Gegenwart spezialisierte er sich in den folgenden Jahren. In der Zeit des Nationalsozialismus passte er sich dem System an, malte ein weitverbreitetes Porträt von Adolf Hitler und Bilder bekannter Größen des NS-Staates sowie von deutschen Heerführern des Ersten Weltkrieges.
Deutschlandweit bekannt wurde er durch seine Porträts, die er für den Kunstverlag Franz Hanfstaengl in München schuf. Der Verlag widmete ihm 1938 zu seinem 75. Geburtstag eine Festschrift.
1910 ließ er sich in der Uhdestraße 5 in Dresden eine Villa für seine Familie errichten.
Verheiratet war er mit Rosa Stephania Marie geborene von Valero (1866–1934). Er wurde 1940 auf dem Alten Katholischen Friedhof in Dresden beigesetzt.